# Tour della nazionale maschile di rugby a 15 del Sudafrica 1980
Nel 1980, il Sudafrica, per superare il boicottaggio che isolava anche a livello rugbystico il paese, a causa dell'apartheid, si recò in tour in Sudamerica, affrontando tra l'altro l'Irlanda, camuffata da "Selezione del Sudamerica". Tale scelta, fu dovuto all'adesione al boicotaggio dal governo argentino. Già nel mese di aprile la nazionale argentina, con la sostanzialmente coreografica di giocatori altri paesi, si era recata in Sudafrica in tale veste, senza alcun ufficiale riconoscimento e con i giocatori invitati ognuno a titolo privato.
Il tour doveva essere il primo della nazionale sudafricana in Argentina, dopo che sino dagli anni '30 selezioni minori come gli "Junior Springbks", le "Gazelles" (Under 23) e gli "Oribis" (under 21). Ma il governo argentino conferma l'ostracismo e i match si giocarono tutti al di fuori dell'Argentina.
| Asunción 9 ottobre 1980 | Paraguay | 6 – 84 | Sudafrica XV |  |

| Asunción 11 ottobre 1980 | Invitation XV | 18 – 79 | Sudafrica XV |  |

| Montevideo 14 ottobre 1980 | British School | 13 – 83 | Sudafrica XV | Parque Alfredo Victor Viera, |

| Montevideo 18 ottobre 1980 | Sudamérica XV | 13 – 22 | Sudafrica | Parque Alfredo Victor Viera, |

| Santiago del Cile 25 ottobre 1980 | Sudamérica XV | 16 – 30 | Sudafrica | Prince of Wales Country Club |